# Cyrtognatha eberhardi
Cyrtognatha eberhardi là một loài nhện trong họ Tetragnathidae.
Loài này thuộc chi Cyrtognatha. Cyrtognatha eberhardi được miêu tả năm 2009 bởi Dimitrov & Hormiga.